# Succowia
Succowia é um género botânico pertencente à família Brassicaceae.